# 希爾克雷斯特 (紐約州羅克蘭縣)
希爾克雷斯特（英語：Hillcrest）是位於美國紐約州羅克蘭縣的普查規定居民點。

## 人口
根據2020年美國人口普查的數據，希爾克雷斯特的面積為3.38平方千米，皆為陸地。當地共有人口8164人，而人口密度為每平方千米2,415.38人。